# Prefecte de la ciutat
Prefecte de la ciutat o Prefecte urbà (en llatí Praefectus urbi, originàriament Custos urbis) va ser una magistratura regular romana establerta pels reis. Sota aquest nom apareix a la segona meitat del segle v aC i sembla que el càrrec estava combinat amb la de Princeps Senatus.
Els custos urbis només exercien les seves funcions en absència del rei, i tenien el dret a convocar l'assemblea del poble. Probablement el càrrec era vitalici i es va mantenir sense canvis sota la república fins al temps del decemvirat, però a partir de l'any 487 aC va passar a ser un càrrec elegit, segurament pels comicis curiats, entre persones de rang consular; fins al 449 aC cada prefecte conegut havia estat abans cònsol (excepte Publi Lucreci, nom que dona Titus Livi i que probablement és erroni). Tenia tots els mateixos poders dels cònsols quan aquestos eren absents, podent convocar al senat i celebrar comicis, i en temps de guerra podia aixecar legions cíviques i tenir-ne el comandament.
Després del decemvirat es va crear la magistratura amb el nom de pretor urbà, que es va canviar a praefectus urbi en record de l'antic ofici, i era elegit cada any però només pel temps en què els cònsols estaven absents, amb el propòsit de celebrar la Feriae Latinae, unes festes anuals instituïdes per Tarquini el Superb per a celebrar l'aliança que havia signat amb tots les tribus del Laci. Aquests prefectes ja no podien convocar al senat, ni dirigir-se a aquest cos; algunes vegades el càrrec era nomenat pels cònsols. El càrrec, força secundari, va subsistir durant tota la República i va continuar sota l'Imperi. Quan no es nomenava un prefecte de la ciutat la seva tasca la feia el pretor urbà.
August va instituir un nou tipus de praefectus urbi, una magistratura regular i permanent investida amb totes les facultats per mantenir l'orde a la ciutat i amb jurisdicció sobre botxins (carnifices), banquers, guàrdies, teatres, i altres. Exercia les seves funcions encara que hi hagués un pretor o un cònsol a la ciutat. Per fer complir les seves disposicions disposava d'un cos de milites stationarii, equivalent a una policia i inclòs a les cohorts urbanes. Tenia jurisdicció en els conflictes entre esclaus i amos, i entre amos i lliberts; progressivament va absorbir el poder del pretor urbà fins que finalment les seves decisions només van poder ser apel·lades davant de l'emperador. Durant la llarga absència de Roma de l'emperador Tiberi, el prefecte de la ciutat va adquirir un gran poder, se'l va incloure entre els magistrats i fins i tot se li va concedir l'imperium. Va arribar a tenir jurisdicció criminal en solitari (segle iii) tant a la ciutat de Roma com a 100 milles romanes a l'entorn, i podia castigar amb la deportatio in insulam. Durant els primers dos segles de l'Imperi l'ofici es va exercir per uns quants anys, fins i tot de per vida. Però en temps de Valerià I el càrrec era anyal.
Quan es va declarar Constantinoble segona capital, es va crear un segon prefecte de la ciutat. Llavors els prefectes eren representants directes de l'emperador i tenien el control de tota la resta de l'administració local, les corporacions i les institucions públiques. Cada mes havien de presentar un informe a l'emperador sobre els acords del senat. En l'elecció dels papes el prefecte tenia a càrrec la seva regulació.